# Malabsorción
Se entiende por malabsorción, síndrome de malabsorción o síndrome de maladigestión-malabsorción a un trastorno de la digestión causado por la dificultad para asimilar, absorber o digerir los nutrientes presentes en los alimentos a lo largo del tracto gastrointestinal. La malabsorción puede ser debida a diferentes tipos de enfermedades y puede implicar uno o múltiples nutrientes, dependiendo de la anormalidad. Generalmente está asociada a dificultades para absorber nutrientes en el intestino delgado. Suele originar diarreas, gases, distensión abdominal, pérdida de peso, malnutrición, anemia, etc.

## Clasificación
Algunos prefieren clasificar la malabsorción clínicamente en tres categorías básicas:
(1) Selectiva, como se aprecia en la malabsorción de la lactosa.
(2) Parcial, como la observada en la abetalipoproteinemia.
(3) Total, como en algunas personas con síntomas clásicos de enfermedad celíaca, que actualmente son casos excepcionales.

## Fisiología normal
El propósito principal del tracto gastrointestinal es digerir y absorber los nutrientes ingeridos —grasas, carbohidratos y proteínas—, micronutrientes —vitaminas y minerales—, agua y electrolitos. La digestión involucra tanto la degradación mecánica y enzimática de los alimentos. Los procesos mecánicos son el masticar, la agitación gástrica y el constante mezclar del intestino delgado. La hidrólisis enzimática se inicia por procesos intraluminales que requieren de las secreciones salivales, gástricas, pancreáticas y biliares. Los productos finales de la digestión son absorbidos por las células epiteliales del intestino.

## Patología
La malabsorción constituye la interferencia anormal de las secuencias fisiológicas de la digestión —el proceso intraluminal—, absorción —el proceso en la mucosa— y el transporte de los nutrientes.
Es un factor de riesgo para la enfermedad de Wernicke.
La malabsorción intestinal puede ser producto de:
- Daño en la mucosa (enteropatía);
- Reducción congénita o adquirida de la superficie de absorción;
- Defectos específicos de la hidrólisis;
- Defectos del transporte de iones;
- Insuficiencia pancreática;
- Circulación entero-hepática disfuncional.

Una malabsorción también puede estar producida por una maladigestión de nutrientes y esta a su vez puede ser consecuencia dedistintos factores:
- Maladigestión de origen gástrico: es característico de una alteración de la morfología gástrica al realizar una operación quirúrgica de este.
- Maladigestión de origen pancreático: aparece cuando se da una disfunción en la labor del páncreas que impide  la acción de sus enzimas digestivas. Sucede en tres circunstancias, cuando se da una insuficiencia pancreática exocrina primaria, secundaria o cuando existe una alteración en la actividad de las enzimas pancreáticas.
- Maladigestión por deficiencia de sales biliares activas en la luz intestinal:  por disminución de la producción de sales biliares en los hepatocitos, por colelitiasis que impida la salida de sales biliares al tubo digestivo o por la desactivación de las luces biliares en el tubo digestivo.

## Causas
| Debido a agentes infecciosos - Enfermedad de Whipple - Tuberculosis intestinal - Malabsorción relacionada con VIH - Esprue tropical - Diarrea del viajero - Parásitos, por ejemplo, Giardia lamblia, teniasis (B12 malabsorption), estrongiloidiasis, anquilostomiasis (Ancylostoma duodenale y Necator americanus) | Debido a defectos estructurales - Síndrome del asa ciega - Enfermedades inflamatorias especialmente la enfermedad de Crohn - Injuria intestinal post-gastrectomía; post-vagotomía, gastrojejunostomía - Fístulas, diverticulitis y estenosis, - Condiciones infiltrativas como la amiloidosis, linfoma, Gastroenteropatía eosinofílica - Enteritis por radiación - Esclerodermia y enfermedades del colágeno |
| Debido a anormalidades mucosas - Enfermedad celíaca - Intolerancia a leche de vaca - Intolerancia a leche de soja - Intolerancia a la fructosa | Debido a deficiencias enzimáticas - Deficiencia de lactasa que induce intolerancia a la lactosa (constitucional, secundaria o rara vez congénita) - Intolerancia a la sacarosa - Deficiencia intestinal de disacaridasas - Deficiencia intestinal de enteropeptidasas |
| Debido a insuficiencia digestiva - Insuficiencias pancreáticas: - Fibrosis quística - Pancreatitis crónica - Cáncer de páncreas - Síndrome de Zollinger-Ellison - Malabsorción del ácido biliar - Enfermedad terminal ilíaca - Ictericia obstructiva - Sobrecrecimiento bacteriano                                  | Debido a otras enfermedades sistémicas que afectan al sistema GI - Hipotiroidismo e hipertiroidismo - Enfermedad de Addison - Diabetes mellitus - Hiperparatiroidismo e hipoparatiroidismo - Síndrome carcinoide - Desnutrición - Abeta-lipoproteinemia |
| Debido a enfermedades inmunológicas - Síndrome de activación mastocitaria (MCAS) | |